# Askiz (fiume)
L'Askiz (in russo Аскиз?; in chakasso: Асхыс) è un fiume della Siberia Occidentale meridionale, affluente di sinistra dell'Abakan. Scorre nei rajon Askizskij e Ust'-Abakanskij della Chakasija, in Russia.

## Descrizione
Nasce dagli speroni del Kuzneckij Alatau nello spartiacque dei due grandi bacini dello Enisej e dell'Ob'. Scorre in direzione prevalentemente est-sud-est attraverso un'area di taiga per circa 75 km con le caratteristiche di un fiume di montagna; quando entra nella steppa, il canale serpeggia e forma un'ampia pianura alluvionale ricca di canali. Ha una lunghezza di 124 km; l'area del suo bacino è di 1 800 km². Sfocia nell'Abakan presso l'omonimo villaggio di Askiz, a 116 km dalla foce.
Segue la sua valle una tratta della linea ferroviaria Abakan-Novokuzneck.